# Max Mutchnick
Jason "Max" Nidorf Mutchnick (Chicago, 11 de novembro de 1965) é um roteirista e produtor de televisão norte-americano, vencedor dos prêmios Emmy, People's Choice e diversos Globos de Ouro.

## Biografia
Nascido em Chicago, Illinois, e criado em Beverly Hills, Califórnia, por uma mãe solteira judia, começou sua carreira escrevendo roteiros para os game shows Good Advice e The Wonder Years. Juntamente com David Kohan criou a sitcom Will & Grace; os personagens-título da série são baseados em Mutchnick e sua melhor amiga, Janet. Mutchnick, como o personagem Will Truman, é abertamente homossexual.
Também produziu e escreveu Good Morning, Miami, e produziu Twins e Four Kings, juntamente com Kohan. Ambos são proprietários de uma produtora, a KoMut Entertainment.
Em 7 de junho de 2006, o Emerson College anunciou a inauguração do Max Mutchnick Campus Center, após Mutchnick fazer uma grande doação à instituição. O cenário do apartamento de Will e Grace se encontra atualmente na Biblioteca do Emerson College, em exibição, após ter sido doado por Mutchnick.
Casou-se com seu parceiro, o advogado Erik Hyman, em 25 de outubro de 2008. O casal é pai de duas garotas, Evan e Rose, gerados através de uma mãe de aluguel.